# Haliclona tenera
Haliclona tenera är en svampdjursart som först beskrevs av Topsent 1927.  Haliclona tenera ingår i släktet Haliclona och familjen Chalinidae. Inga underarter finns listade i Catalogue of Life.